# Marina Real Canadiense
La Marina Real Canadiense (RCN; en inglés: Royal Canadian Navy, MRC; en francés: Marine royale canadienne) es el componente naval de las Fuerzas Armadas Canadienses y fue fundada en 1910. Entre el 1 de febrero de 1968 y el 16 de agosto de 2011 se denominó "Comandancia Marítima". Anteriormente, la defensa marítima de Canadá estuvo a cargo de la Real Armada Británica.

## Estructura del escalafón naval

### Marineros y Suboficiales
- Marinero raso
- Marinero de primera
- Marinero mayor
- Marinero maestre
- Contramaestre del segunda
- Contramaestre del primera
- Jefe contramaestre de segunda
- Jefe contramaestre de primera

### Oficiales
Comandante en jefe
| Insignia    |                    |  |  |  |  |  |  |
| Título      | Comandante en jefe |  |  |  |  |  |  |
| Abreviatura | C-in-C             |  |  |  |  |  |  |
|             |                    |  |  |  |  |  |  |
|             |                    |  |  |  |  |  |  |

Estructura de oficiales
| Código OTAN | Cadete    | OF-1                | OF-1                | OF-2               | OF-3               | OF-4             | OF-5     | OF-6            | OF-7          | OF-8      | OF-9      | OF-10     |  |
| ----------- | --------- | ------------------- | ------------------- | ------------------ | ------------------ | ---------------- | -------- | --------------- | ------------- | --------- | --------- | --------- |  |
| Insignia    |           |                     |                     |                    |                    |                  |          |                 |               |           |           |           |  |
| Título      | Aspirante | Subteniente segundo | Subteniente primero | Capitán de corbeta | Capitán de fragata | Capitán de navío | Comodoro | Contraalmirante | Vicealmirante | Almirante | Almirante | Almirante |  |
| Abreviatura | OCdt      | 2Lt                 | Lt                  | Capt               | Maj                | LCol             | Col      | BGen            | MGen          | LGen      | Gen       |           |  |
|             |           |                     |                     |                    |                    |                  |          |                 |               |           |           |           |  |
|             |           |                     |                     |                    |                    |                  |          |                 |               |           |           |           |  |